# 広瀬ゆうき
広瀬 ゆうき（ひろせ ゆうき、1993年〈平成5年〉4月2日 - ）は、日本の声優である。東京都出身。青二プロダクション所属。両親ともに俳優で、父は廣瀬昌亮、母は志水季里子。
ガールズユニット「A応P」（アニメ“勝手に”応援プロジェクト）全活動期（2012年 - 2021年）のメンバー。次世代型ハイブリッドガールズバンド「Lonesome_Blue」（2022年 - ）のメンバー。

## 略歴
職業としての声優を意識し始めたのは幼稚園の頃から「アニメのキャラクターの声をやってる役者がいる」と知っていたという。アニメを観ていたところ母が「この声とこの声は同じ人だ」と言っており、アニメを観ながら、「この声とこの声は一緒だな」とエンディングのキャスト表をチェックしていたという。
幼い頃から声優に憧れを持っていたものの、憧れの意識から声優の道は難しいと感じ、女優を目指すために芸能界入りした。父と母が俳優であり、子供の頃から母の仕事場に連れていってもらい、母や共演者の演技を見て育った。映画や教育番組等に出演していたものの、高校卒業後にレギュラー出演がなくなっていたという。その後、A応Pのオーディションがあり、マネージャーが自身の好きなアニメを知っていたことから「アニメが好きな女の子を集めるオーディションがあるから行ってみれば」と言われ、A応Pのメンバーとしての活動のきっかけだったという。
2012年よりA応P（アニメ“勝手に”応援プロジェクト）のメンバーとして活動。
2016年、『タイムトラベル少女〜マリ・ワカと8人の科学者たち〜』にてテレビアニメ初出演。同年、第10回声優アワードにて、A応Pの一員として特別賞を受賞。
2019年10月1日、サンミュージックプロダクションを退社しフリーで活動することをTwitterで発表。
2020年4月11日、Twitterにて同日付けで青二プロダクションにジュニアとして所属したことを発表。
2022年6月22日より、次世代型ハイブリッドガールズバンドLonesome_Blueとして始動開始。

## 人物
好きな声優に中原麻衣と桑島法子を挙げている。
趣味はベースギター。特技はダンス、ライブ、バスケットボール、早口言葉。

## 出演
太字はメインキャラクター。

### テレビアニメ
2016年
- タイムトラベル少女〜マリ・ワカと8人の科学者たち〜（ヨハンナ）

2017年
- 南鎌倉高校女子自転車部（秋月巴）
- アリスと蔵六（山田のり子）
- アクションヒロイン チアフルーツ（緑川末那）
- UQ HOLDER! 〜魔法先生ネギま!2〜（時坂九郎丸 / 時坂九龍）
- 3人の若い女（アニメパート）（遠巻品理）

2018年
- Cutie Honey Universe（我目モモ実、タコ）
- ハイスコアガール（2018年 - 2019年、日高小春） - 2シリーズ
- とある魔術の禁書目録III（シスター）

2019年
- うちの娘の為ならば、俺はもしかしたら魔王も倒せるかもしれない。（マルセル）
- 通常攻撃が全体攻撃で二回攻撃のお母さんは好きですか?（トリノ）
- 厨病激発ボーイ（店員）

2020年
- ネコぱら（女性客B）
- とある科学の超電磁砲T（食蜂派閥）
- ミュークルドリーミー（2020年 - 2022年、緑野わかば、マウスウォッシュくん） - 2シリーズ
- 継つぐもも（真中まな）
- かぐや様は告らせたい シリーズ（2020年 - 2022年、女生徒たち、女子生徒） - 2シリーズ
- あひるの空（女子生徒）
- ご注文はうさぎですか? BLOOM（女の子）
- 神達に拾われた男（2020年 - 2023年、ウェルアンナ） - 2シリーズ
- ONE PIECE（2020年 - 2023年、村人、町民、子ども）
- 魔女の旅々（町人）
- アサルトリリィ BOUQUET（金箱弥宙）
- キングスレイド 意志を継ぐものたち（少年2）

2021年
- WIXOSS DIVA(A)LIVE（兎川美々 / DJ.LOVIT）
- 無職転生 〜異世界行ったら本気だす〜（淑女）
- BLUE REFLECTION RAY/澪（生徒、少女、クリスタル少女）
- 転生したらスライムだった件（2021年 - 2024年、ミザリー） - 2シリーズ
- デジモンゴーストゲーム（2021年 - 2022年、ナナ、キャンドモン）

2022年
- リアデイルの大地にて（ルイネ）
- ハコヅメ〜交番女子の逆襲〜（咲）
- 現実主義勇者の王国再建記（コマイン）
- 舞妓さんちのまかないさん（舞妓）
- くノ一ツバキの胸の内（ツワブキ）
- 薔薇王の葬列（二人の王子 エドワード）
- 骸骨騎士様、只今異世界へお出掛け中（娼婦）
- まちカドまぞく 2丁目（クラスメイト）
- 東京ミュウミュウ にゅ〜♡（生徒、スタッフ）
- 機動戦士ガンダム 水星の魔女（2022年 - 2023年、ペトラ・イッタ） - 2シリーズ
- シルバニアファミリー フレアのハッピーダイアリー（お客さん、ステラ）
- VAZZROCK THE ANIMATION（子供）

2023年
- ダンジョンに出会いを求めるのは間違っているだろうかIV 深章 厄災篇（イスカ・ブラ）
- あやかしトライアングル（女性）
- 絆のアリル（友達3、友達1、ミラクの友達3）
- BanG Dream! シリーズ（2023年 - 2025年、まい、スタッフB、ファンF） - 2シリーズ
- 白聖女と黒牧師（リリーの母親）
- AIの遺電子（美人A）
- ホリミヤ -piece-（美術部A）
- Paradox Live THE ANIMATION（女生徒、キャバクラキャスト）
- 新しい上司はど天然（社員）

2024年
- 弱キャラ友崎くん 2nd STAGE（柏崎さくら）
- 月が導く異世界道中 第二幕（ルリア）
- Lv2からチートだった元勇者候補のまったり異世界ライフ（ビレリー）
- 夜桜さんちの大作戦（もっちー）
- 2.5次元の誘惑（コスプレイヤー 雅）
- 異世界失格（国民）
- 村井の恋（福永弥生）

2025年
- ハニーレモンソーダ（永野）
- アオのハコ（部員）
- 片田舎のおっさん、剣聖になる（クルニ・クルーシエル）
- 男女の友情は成立する?（いや、しないっ!!）（鎌子）
- 九龍ジェネリックロマンス（蛇沼みゆき〈少年〉）
- 帝乃三姉妹は案外、チョロい。（才華学園生徒）

### 劇場アニメ
- この世界の片隅に（2016年、行進する女学生）
- 劇場版 美少女戦士セーラームーンEternal（2021年、メナード）
- アイの歌声を聴かせて（2021年、女子生徒）
- 劇場版 美少女戦士セーラームーンCosmos（2023年）

### OVA
- UQ HOLDER! 〜魔法先生ネギま!2〜（2017年 - 2018年、時坂九郎丸） - コミック第14・16・17巻OAD付き限定版
- はじめてのギャル（2017年、女子生徒A） - コミックス第5巻BD付き限定版
- ハイスコアガール（2019年、日高小春[44]）
- まじもじるるも 完結編（2019年、店員〈喫茶店〉） - 原作第3部コミックス第9巻OAD付限定版

### Webアニメ
- ガンダムビルドダイバーズRe:RISE（2019年、ダイバー）

### ゲーム
2010年代
- Tokyo 7th シスターズ（2014年、瀬戸ファーブ）
- 天華百剣 -斬-（2017年、敦賀正宗）
- ネギマテ UQ HOLDER! 〜魔法先生ネギま!2〜（2018年、時坂九郎丸 / 時坂九龍）
- 一血卍傑-ONLINE-（2018年、フグルマヨウヒ）

2020年代
- ブラウンダスト（2021年、アヴァ）
- 白猫プロジェクト（2020年、キュア）
- アサルトリリィ Last Bullet（2021年、金箱弥宙）
- ウィクロスマルチバース（2022年、DJ.LOVIT）
- 八月のシンデレラナイン（2023年、水原碧澄）
- クイズRPG 魔法使いと黒猫のウィズ（2025年、シェス・ウルラートゥス）

### ドラマCD
- ドラマCD「朧月のレゴリス アリス・ギア・アイギス外伝」ようこそムラクモ町田へ / ドラマCD「朧月のレゴリス アリス・ギア・アイギス外伝」ムラクモ町田のマイ・フェア・レディ（2023年、若菜かな枝[52]） - 2作品
- 機動戦士ガンダム 水星の魔女 スペシャルドラマCD（2023年、ペトラ・イッタ[53]） - Blu-ray特装限定版封入特典

### デジタルコミック
- 無敵のベイビーブルー（2023年、山崎志音（少年）、コンビニ店員）[54]

### ラジオ
※はインターネット配信。
- UQR ネギまHOLDERラジお!（2017年 - 2018年、アニメイトタイムズ※）
- あの時に逢いたい（2019年6月 - 9月、 bayfm)
- Radio Project Rabbie「ラジラビ」（2023年 - 、音泉※[55]）

### テレビ番組
- BSブランチ（2009年10月10日 - 2010年10月23日、BS-TBS）
- テストの花道（2010年 - 2011年、NHK Eテレ）
- テストの寄り道（2010年 - 2011年、NHK Eテレ）
- 名曲と科学のサロン（2011年、サイエンスチャンネル）

### 映画
- 櫻の園（2008年、中原俊 監督） - 橘久美 役
- 家族日和（2008年、下倉功 監督）
- ほっこまい高松純情シネマ（2009年、高嶋弘 監督） - 千秋 役
- スリーカウント（2009年、窪田将治 監督） - 小夏 役

### 舞台
- Otona Project第二十二弾 演劇ユニット【爆走おとな小学生】第八回全校集会『舞台版「魔法少女（？）マジカルジャシリカ」☆第壱磁マジカル大戦☆』（2019年3月13日 - 17日、シアターサンモール） - フランダッシュ武美 役
- 演劇ユニット【メイホリック】
  - メイホリックシアター06 舞台『貘の皮を剥ぐ』（2021年11月17日 - 21日、シアターグリーン BOX in BOX THEATER） - 世良 役
  - メイホリックシアター07 舞台『マジでトキメけ⭐︎少女たち!! 〜全国高校生エネルギッシュ選手権大会〜』（2022年2月16日 - 20日、CBGKシブゲキ!!） - 美川美子 役

- 東京War:DS
  - -狂震の渋谷編-（2023年4月19日 - 23日、新宿村LIVE）- せーみゅ 役
  - -黒と白のTRIGGER-（2024年5月15日 - 19日、六行会ホール）- テッセン 役[56]

### テレビドラマ
- 3人の若い女（ドラマパート）（2017年12月 - 2018年1月、全2回、AT-X） - 遠巻品理 役[15]

### CM
- 「原宿クレープガール2007」（2007年）
- 梅光学院大学/Baiko Gakuin University  TVCM  (留学編) (2022年)

### PV
- BUMP OF CHICKEN「グッドラック」（2012年）
- ベッキー♪♯ 「MY FRIEND 〜ありがとう〜」（2012年）

## ディスコグラフィ

### キャラクターソング
| 発売日   | 商品名                                                                             | 歌 | 楽曲 | 備考                                                              |
| 2016年   | 2016年                                                                             | 2016年 | 2016年 | 2016年                                                            |
| -------- | ---------------------------------------------------------------------------------- | --- | --- | ----------------------------------------------------------------- |
| 10月26日 | TRIGGER/Fire and Rose                                                              | The QUEEN of PURPLE | 「TRIGGER」 「Fire and Rose」                                                                              | ゲーム『Tokyo 7th シスターズ』関連曲                              |
| 2017年   |                                                                                    | | |                                                                   |
| 4月19日  | テレビアニメ「南鎌倉高校女子自転車部」キャラクターソングスコレクション「かまコレ」 | 秋月巴（広瀬ゆうき） | 「Blue Treasure」                                                                                          | テレビアニメ『南鎌倉高校女子自転車部』関連曲                      |
| 4月19日  | テレビアニメ「南鎌倉高校女子自転車部」キャラクターソングスコレクション「かまコレ」 | 舞春ひろみ（上田麗奈）、秋月巴（広瀬ゆうき）                                                                                              | 「にじゆめロード（TV Edit）」                                                                              | テレビアニメ『南鎌倉高校女子自転車部』関連曲                      |
| 8月2日   | 情熱☆フルーツ                                                                      | トキメキ感謝祭 | 「情熱☆フルーツ」                                                                                          | テレビアニメ『アクションヒロイン チアフルーツ』オープニングテーマ |
| 9月6日   | フルーツバスケット 〜赤来杏、青山勇気、紫村果音〜                                  | トキメキ感謝祭 featuring 青山勇気（石田晴香）、緑川末那（広瀬ゆうき）、紫村果音（白石晴香）                                               | 「陽の当たる場所（Yūki Main Version）」                                                                    | テレビアニメ『アクションヒロイン チアフルーツ』エンディングテーマ |
| 9月27日  | フルーツバスケット 〜黄瀬美甘、緑川末那、桃井はつり〜                              | 緑川末那（広瀬ゆうき） | 「ハッピー☆ドリーム」                                                                                      | テレビアニメ『アクションヒロイン チアフルーツ』関連曲             |
| 9月27日  | フルーツバスケット 〜黄瀬美甘、緑川末那、桃井はつり〜                              | トキメキ感謝祭 featuring 緑川末那（広瀬ゆうき）、赤来杏（伊藤美来）、青山勇気（石田晴香）、桃井はつり（豊田萌絵）                         | 「陽の当たる場所（Mana Main Version）」                                                                    | テレビアニメ『アクションヒロイン チアフルーツ』エンディングテーマ |
| 10月18日 | フルーツバスケット 〜城ヶ根御前、黒酒路子、青山元気〜                              | トキメキ感謝祭 featuring 城ヶ根御前（M・A・O）、黒酒路子（村川梨衣）、緑川末那（広瀬ゆうき）、紫村果音（白石晴香）                        | 「陽の当たる場所（Misaki Main Version）」                                                                  | テレビアニメ『アクションヒロイン チアフルーツ』エンディングテーマ |
| 10月18日 | フルーツバスケット 〜城ヶ根御前、黒酒路子、青山元気〜                              | トキメキ感謝祭 featuring 赤来杏（伊藤美来）、黄瀬美甘（山崎エリイ）、緑川末那（広瀬ゆうき）、青山勇気（石田晴香）、桃井はつり（豊田萌絵） | 「陽の当たる場所（Hinanectar Version）」                                                                   | テレビアニメ『アクションヒロイン チアフルーツ』エンディングテーマ |
| 10月18日 | フルーツバスケット 〜城ヶ根御前、黒酒路子、青山元気〜                              | トキメキ感謝祭 | 「陽の当たる場所（Special Version）」                                                                      | テレビアニメ『アクションヒロイン チアフルーツ』エンディングテーマ |
| 10月25日 | ハッピー☆マテリアル                                                                | 近衛刀太（高倉有加）、時坂九郎丸（広瀬ゆうき）、桜雨キリヱ（茅野愛衣）、夏凜（小倉唯）、結城忍（原田彩楓）、雪広みぞれ（鬼頭明里）        | 「ハッピー☆マテリアル」                                                                                    | テレビアニメ『UQ HOLDER! 〜魔法先生ネギま!2〜』オープニングテーマ |
| 10月25日 | ハッピー☆マテリアル                                                                | 近衛刀太（高倉有加）、時坂九郎丸（広瀬ゆうき）、桜雨キリヱ（茅野愛衣）、夏凜（小倉唯）、結城忍（原田彩楓）、雪広みぞれ（鬼頭明里）        | 「Steady→Go!!」                                                                                            | テレビアニメ『UQ HOLDER! 〜魔法先生ネギま!2〜』エンディングテーマ |
| 11月8日  | アクションヒロイン チアフルーツ BD第2巻特典CD                                      | トキメキ感謝祭 | 「LOVE DIVE」                                                                                              | テレビアニメ『アクションヒロイン チアフルーツ』挿入歌             |
| 2018年   |                                                                                    | | |                                                                   |
| 1月31日  | UQ HOLDER! 〜魔法先生ネギま！2〜 Blu-ray BOX DISC4 キャラクターソングCD            | 近衛刀太（高倉有加）、時坂九郎丸（広瀬ゆうき）                                                                                            | 「輝く君へ」                                                                                               | OVA『UQ HOLDER! 〜魔法先生ネギま！2〜』エンディングテーマ         |
| 2019年   |                                                                                    | | |                                                                   |
| 5月22日  | I'M THE QUEEN                                                                      | The QUEEN of PURPLE | 「I'm queen, Bitch?」 「Majesty」 「THUNDERBOLT」 「KID BLUE 〜裸の王様〜」 「Clash!!!」 「I AM」 「DAYS」 | ゲーム『Tokyo 7th シスターズ』関連曲                              |
| 5月22日  | I'M THE QUEEN                                                                      | The QUEEN of PURPLE［瀬戸ファーブ（広瀬ゆうき）］                                                                                         | 「Purple Raze」                                                                                            | ゲーム『Tokyo 7th シスターズ』関連曲                              |
| 2020年   |                                                                                    | | |                                                                   |
| 4月29日  | 百華繚乱 弐                                                                        | 亀甲貞宗（吉岡麻耶）、敦賀正宗（広瀬ゆうき）、夢切り国宗（島袋美由利）                                                                    | 「誰よりもそばに…。」                                                                                      | ゲーム『天華百剣 -斬-』関連曲                                     |
| 2021年   |                                                                                    | | |                                                                   |
| 6月26日  | WIXOSS DIVA(A)LIVE BD第1巻特典CD                                                   | Card Jockey | 「ENDLESS-PUNCHLINE」                                                                                      | テレビアニメ『WIXOSS DIVA(A)LIVE』エンディングテーマ              |
| 2022年   |                                                                                    | | |                                                                   |
| 7月6日   | くノ一ツバキの胸の内 あかね組音楽集                                                | モクレン（羊宮妃那）、ツワブキ（広瀬ゆうき）、ホウセンカ（河野ひより）                                                                    | 「あかね組活動日誌 ～申班～」                                                                              | テレビアニメ『くノ一ツバキの胸の内』エンディングテーマ            |
| 7月6日   | くノ一ツバキの胸の内 あかね組音楽集                                                | あかね組ねうしとらうたつみうまひつじさるとりいぬい                                                                                        | 「あかね組活動日誌 ～ねうしとらうたつみうまひつじさるとりいぬい大集合！～」                                | テレビアニメ『くノ一ツバキの胸の内』エンディングテーマ            |
| 11月16日 | Make our sound                                                                     | Tokyo 7th シスターズ | 「Make our sound」                                                                                         | ゲーム『Tokyo 7th シスターズ』関連曲                              |